# حرق مكب النفايات
يُشير حرق مكب النفايات إلى اشتعال النار على النفايات للتخلص منها في مكب النفايات. حريق النفايات يمكن أن يكون على سطح المكب أو في عمقه. وعادة ما يمكن أن يوضع حد للحرائق السطحية بسهولة. أما حريق العمق، داخل القسم الذي تمت تغطيته من موقع طمر النفايات فإن إخماده صعب للغاية ويمكن أن يستمر لمدة أسابيع أو أشهر. وتحدث الحرائق السطحية عادةً في البلدان المتخلفة التي تفتقر إلى القدرة على تغطية النفايات بشكل سليم بغطاء خامل. ومن الأمثلة الحديثة على هذه الحرائق مدافن ديونار وغازيبور في الهند، ومدفن سيرو باتاكون في بنما ومدفن نيو بروفيدنس في جزر البهاما.
وتعتبر حرائق المدافن خطرة بشكل خاص لأنها يمكن أن تنبعث منها أبخرة خطرة من احتراق مجموعة واسعة من المواد الموجودة داخل المكب. والمعلمات الرئيسية المثيرة للقلق هي أول أكسيد الكربون، وكبريتيد الهيدروجين، والمواد العضوية المتطايرة. ويعد إنتاج الديوكسينات والفورانات أيضاً عامل خطر موثقاً.

## روابط خارجية
- US National Waste & Recycling Association
- Solid Waste Association of North America
- US National Waste & Recycling Association: Begin with the Bin